# Quadrelle
Quadrelle è un comune italiano di 1 883 abitanti della provincia di Avellino in Campania.

## Geografia fisica
Si trova in collina ai piedi del Monte Litto e rientra nel territorio del Baianese.
Il punto più alto del territorio comunale è situato a 1368 m, il più basso a 264 m. Il centro abitato è posto a 300 m s.l.m.
L'escursione altimetrica è di 1104 m.

## Storia

### Simboli
Lo stemma e il gonfalone sono stati concessi con decreto del presidente della Repubblica del 2 dicembre 1998.
Stemma
La sigla A.G.P. — Ave Gratia Plena, inizio in latino dell'Ave Maria — era il motto della Santa casa dell'Annunziata di Napoli, ultimo feudatario di Quadrelle che concesse l'autonomia amministrativa al paese. Le torri, il cui numero di quattro ha assonanza il toponimo, richiamano i limiti delle mura dell'antico castello dei Litto dal quale Quadrelle dipendeva.
Gonfalone
In precedenza era in uso uno stemma troncato: nel 1°, d'argento, alla banda d'azzurro; nel 2°, di rosso, all'albero di castagno.

## Società

### Evoluzione demografica
Abitanti censiti

### Tradizione e folclore
Una tradizionale festa sono i Battenti di San Giovanni Battista festeggiata sempre la terza domenica di agosto e il Maio festeggiato il 17 gennaio di ogni anno in onore a sant'Antonio abate.

## Amministrazione

### Altre informazioni amministrative
Il comune fa parte, ed è sede, della comunità montana Partenio - Vallo di Lauro e dell'unione dei comuni Baianese – Alto Clanis.